# Serie A2 2020-2021 (hockey su pista)
La Serie A2 2020-2021 è stato il torneo di secondo livello del campionato italiano di hockey su pista per la stagione 2020-2021. La competizione è iniziata il 24 ottobre 2020 e si è conclusa il 23 maggio 2021.
Al termine della stagione sono stati promossi in Serie A1 il Vercelli e il Matera; sono retrocessi in Serie B il Seregno 2012, l'Azzurra Novara e l'SPV Viareggio.

## Prima fase

### Girone A

#### Squadre partecipanti
| Club           | Stagione | Città                      | Impianto                                 | Stagione precedente |
| -------------- | -------- | -------------------------- | ---------------------------------------- | ------------------- |
| Amatori Modena | dettagli | Modena                     | Palaroller di Castelnuovo Rangone (MO)   | In Serie A2         |
| Azzurra Novara | dettagli | Novara                     | Palasport Dal Lago                       | In Serie B girone A |
| Bassano (B)    | dettagli | Bassano del Grappa (VI)    | PalaSind                                 | In Serie B girone C |
| Cremona        | dettagli | Pieve San Giacomo (CR)     | Palestra comunale di San Daniele Po (CR) | In Serie A2         |
| Montebello (B) | dettagli | Montebello (VI)            | Palazzetto dello sport                   | In Serie B girone C |
| Montecchio P.  | dettagli | Montecchio Precalcino (VI) | PalaVaccari                              | In Serie A2         |
| Pordenone      | dettagli | Pordenone                  | PalaMarrone                              | In Serie A2         |
| Roller Bassano | dettagli | Bassano del Grappa (VI)    | PalaDue                                  | In Serie A2         |
| Seregno 2012   | dettagli | Seregno (MB)               | PalaSomaschini                           | In Serie B girone A |
| Thiene         | dettagli | Thiene (VI)                | PalaCeccato                              | In Serie A2         |
| Trissino 05    | dettagli | Trissino (VI)              | PalaCeccato                              |                     |
| Vercelli       | dettagli | Vercelli                   | PalaPregnolato                           | In Serie B girone A |

#### Classifica finale
|  | Pos. | Squadra        | Pt | G  | V  | N | P  | GF  | GS  | DR  |
|  | ---- | -------------- | -- | -- | -- | - | -- | --- | --- | --- |
|  | 1.   | Vercelli       | 61 | 22 | 20 | 1 | 1  | 146 | 51  | +95 |
|  | 2.   | Roller Bassano | 48 | 22 | 15 | 3 | 4  | 137 | 79  | +58 |
|  | 3.   | Montecchio P.  | 45 | 22 | 14 | 3 | 5  | 125 | 77  | +48 |
|  | 4.   | Thiene         | 42 | 22 | 12 | 6 | 4  | 106 | 91  | +15 |
|  | 5.   | Trissino 05    | 40 | 22 | 12 | 4 | 6  | 110 | 74  | +36 |
|  | 6.   | Amatori Modena | 33 | 22 | 10 | 3 | 9  | 104 | 106 | -2  |
|  | 7.   | Cremona        | 33 | 22 | 10 | 3 | 9  | 93  | 97  | -4  |
|  | 8.   | Bassano (B)    | 28 | 22 | 9  | 1 | 12 | 79  | 97  | -18 |
|  | 9.   | Montebello (B) | 17 | 22 | 5  | 2 | 15 | 73  | 106 | -33 |
|  | 10.  | Pordenone      | 14 | 22 | 4  | 2 | 16 | 70  | 123 | -53 |
|  | 11.  | Seregno 2012   | 12 | 22 | 3  | 3 | 16 | 56  | 127 | -71 |
|  | 12.  | Azzurra Novara | 6  | 22 | 1  | 3 | 18 | 62  | 133 | -71 |

Legenda:
  Squadra ammessa ai play-off promozione.
      Retrocesse in Serie B 2021-2022.
Note:
Tre punti a vittoria, uno a pareggio, zero a sconfitta.
In caso di arrivo di due o più squadre a pari punti, la graduatoria finale è stilata secondo la classifica avulsa tra le squadre interessate che prevede, in ordine, i seguenti criteri:
- punti negli scontri diretti;
- differenza reti negli scontri diretti;
- differenza reti generale;
- reti realizzate in generale;
- sorteggio.

L'Amatori Modena prevale sul Cremona in virtù del maggior numero di punti conseguiti negli scontri diretti.

### Girone B

#### Squadre partecipanti
| Club                  | Stagione | Città                          | Impianto              | Stagione precedente  |
| --------------------- | -------- | ------------------------------ | --------------------- | -------------------- |
| AFP Giovinazzo        | dettagli | Giovinazzo (BA)                | PalaPansini           | In Serie B girone F  |
| Castiglione           | dettagli | Castiglione della Pescaia (GR) | Pala Casa Mora        | In Serie B girone E2 |
| CGC Viareggio         | dettagli | Viareggio (LU)                 | PalaBarsacchi         | In Serie A1          |
| Forte dei Marmi (B)   | dettagli | Forte dei Marmi (LU)           | PalaForte             | In Serie A2          |
| Matera                | dettagli | Matera                         | PalaSassi             | In Serie B girone F  |
| Prato 1954            | dettagli | Prato                          | PalaRogai             | In Serie B girone E1 |
| Roller Matera         | dettagli | Matera                         | PalaSassi             | In Serie B girone F  |
| Rotellistica Camaiore | dettagli | Camaiore (LU)                  | Pardini Sport Center  | In Serie B girone E1 |
| Sarzana (B)           | dettagli | Sarzana (SP)                   | Pista Vecchio Mercato | In Serie A2          |
| SPV Viareggio         | dettagli | Viareggio (LU)                 | PalaBarsacchi         | In Serie B girone E1 |

#### Classifica finale
|  | Pos. | Squadra               | Pt | G  | V  | N | P  | GF  | GS  | DR   |
|  | ---- | --------------------- | -- | -- | -- | - | -- | --- | --- | ---- |
|  | 1.   | CGC Viareggio         | 47 | 18 | 15 | 2 | 3  | 135 | 48  | +87  |
|  | 2.   | Forte dei Marmi (B)   | 39 | 18 | 12 | 3 | 3  | 112 | 57  | +55  |
|  | 3.   | Matera                | 34 | 18 | 10 | 4 | 4  | 94  | 73  | +21  |
|  | 4.   | Roller Matera         | 32 | 18 | 10 | 2 | 6  | 106 | 88  | +18  |
|  | 5.   | Sarzana (B)           | 28 | 18 | 9  | 1 | 8  | 93  | 91  | +2   |
|  | 6.   | Castiglione           | 28 | 18 | 9  | 1 | 8  | 109 | 93  | +16  |
|  | 7.   | Prato 1954            | 21 | 18 | 6  | 3 | 9  | 73  | 90  | -17  |
|  | 8.   | AFP Giovinazzo        | 14 | 18 | 4  | 2 | 12 | 64  | 101 | -37  |
|  | 9.   | Rotellistica Camaiore | 13 | 18 | 3  | 4 | 11 | 67  | 92  | -25  |
|  | 10.  | SPV Viareggio         | 3  | 18 | 1  | 0 | 17 | 38  | 158 | -120 |

Legenda:
  Squadra ammessa ai play-off promozione.
      Retrocesse in Serie B 2021-2022.
Note:
Tre punti a vittoria, uno a pareggio, zero a sconfitta.
In caso di arrivo di due o più squadre a pari punti, la graduatoria finale è stilata secondo la classifica avulsa tra le squadre interessate che prevede, in ordine, i seguenti criteri:
- punti negli scontri diretti;
- differenza reti negli scontri diretti;
- differenza reti generale;
- reti realizzate in generale;
- sorteggio.

Il Sarzana prevale sul Castiglione in virtù del maggior numero di punti conseguiti negli scontri diretti.

## Play-off promozione

### Primo turno
| Squadra 1     | Totale | Squadra 2       | Andata | Ritorno |
| ------------- | ------ | --------------- | ------ | ------- |
| Roller Matera | 4 - 7  | Matera          | 3 - 6  | 1 - 1   |
| Trissino 05   | 4 - 6  | Roller Bassano  | 1 - 2  | 3 - 4   |
| Sarzana       | 6 - 18 | Forte dei Marmi | 5 - 5  | 1 - 13  |
| Thiene        | 6 - 14 | Montecchio P.   | 4 - 7  | 2 - 7   |

### Secondo turno
| Squadra 1     | Totale | Squadra 2       | Andata | Ritorno |
| ------------- | ------ | --------------- | ------ | ------- |
| Matera        | 10 - 5 | Roller Bassano  | 2 - 3  | 8 - 2   |
| Montecchio P. | 7 - 4  | Forte dei Marmi | 6 - 2  | 1 - 2   |

### Final four
|  | Semifinali    | Semifinali    | Semifinali |        |          | Primo Posto   | Primo Posto   | Primo Posto |  |
|  |               |               |            |        |          |               |               |             |  |
|  | Vercelli      | Vercelli      | 6          |        |          |               |               |             |  |
|  | Vercelli      | Vercelli      | 6          |        |          |               |               |             |  |
|  | Montecchio P. | Montecchio P. | 2          |        |          |               |               |             |  |
|  | Montecchio P. | Montecchio P. | 2          |        | Vercelli | Vercelli      | 6             |             |  |
|  |               |               |            |        | Vercelli | Vercelli      | 6             |             |  |
|  |               |               | Matera     | Matera | 1        |               |               |             |  |
|  | CGC Viareggio | CGC Viareggio | Matera     | Matera | 1        | 1             |               |             |  |
|  | CGC Viareggio | CGC Viareggio |            |        |          | 1             |               |             |  |
|  | Matera        | Matera        | 2          |        |          | Terzo Posto   | Terzo Posto   | Terzo Posto |  |
|  | Matera        | Matera        | 2          |        |          |               |               |             |  |
|  |               |               |            |        |          |               |               |             |  |
|  |               |               |            |        |          | Montecchio P. | Montecchio P. | 0           |  |
|  |               |               |            |        |          | Montecchio P. | Montecchio P. | 0           |  |
|  |               |               |            |        |          | CGC Viareggio | CGC Viareggio | 6           |  |

## Coppa Italia di serie A2
|  | Semifinali      | Semifinali      | Semifinali    |               |          | Finale   | Finale | Finale |  |
|  |                 |                 |               |               |          |          |        |        |  |
|  | Vercelli        | Vercelli        | 7             |               |          |          |        |        |  |
|  | Vercelli        | Vercelli        | 7             |               |          |          |        |        |  |
|  | Forte dei Marmi | Forte dei Marmi | 0             |               |          |          |        |        |  |
|  | Forte dei Marmi | Forte dei Marmi | 0             |               | Vercelli | Vercelli | 5      |        |  |
|  |                 |                 |               |               | Vercelli | Vercelli | 5      |        |  |
|  |                 |                 | CGC Viareggio | CGC Viareggio | 2        |          |        |        |  |
|  | CGC Viareggio   | CGC Viareggio   | CGC Viareggio | CGC Viareggio | 2        | 4        |        |        |  |
|  | CGC Viareggio   | CGC Viareggio   |               |               |          |          |        |        |  |
|  | Roller Bassano  | Roller Bassano  | 2             |               |          |          |        |        |  |